# Edward Steichen
Edward Jean Steichen (27 de março de 1879 - 25 de março de 1973) foi um fotógrafo, pintor e curador luxemburguês, naturalizado norte-americano. Nasceu em Bivange (em luxemburguês: Béiweng), uma pequena cidade na comuna de Roeser no sul de Luxemburgo.

## Biografia
Nascido Éduard Jean Steichen como filho de Jean-Pierre e Marie Kemp Steichen, imigrou para os Estados Unidos em 1880. Marie Steichen trouxe o pequeno Edward quando seu pai Jean-Pierre tinha se estabelecido em Chicago, em 1881. A família, com a adição da irmã mais nova de Edward, Lilian, se mudou para Milwaukee em 1889, quando Edward tinha 10 anos.
Em 1894, aos quinze anos, Steichen iniciou um curso de litografia com duração de quatro anos na Companhia de Belas Artes norte-americana de Milwaukee. Depois de horas, ele esboçava e desenhava, e começou a ensinar-se a pintar. Ao se deparar com uma loja de câmeras próxima ao seu trabalho, visitava-a frequentemente com curiosidade até que ele se convenceu a comprar sua primeira câmera, uma Kodak de segunda mão, em 1895. Steichen e seus amigos que também estavam interessados em desenho e fotografia juntaram suas economias, alugaram uma pequena sala em um prédio de escritórios em Milwaukee e começaram a chamar a si o Milwaukee Art Students League. O grupo também contratou Richard Lorenz e Robert Schade para palestras ocasionais.
Steichen foi naturalizado como cidadão norte-americano em 1900 e assinou os papéis de naturalização como Edward J. Steichen. No entanto, ele continuou a usar seu nome de nascimento, Eduard, até depois da Primeira Guerra Mundial.
Steichen casou-se com Clara Smith em 1903. Eles tiveram duas filhas, Katherine e Mary. Após seu divórcio em 1922, Steichen casou-se com Desboro Dana Glover em 1923. Ela morreu de leucemia em 1957. Em 1960, aos 80 anos, casou-se com Joanna Steichen Taub e permaneceu casado com ela até sua morte.

## Parceria com Stieglitz
Steichen conheceu Alfred Stieglitz em 1900, ao parar em Nova York a caminho de Paris. Nesse primeiro encontro, Stieglitz elogiou Steichen por seus trabalhos com pintura e comprou três impressões fotográficas de Steichen.
Em 1902, quando Stieglitz estava formulando o que se tornaria Camera Work, ele pediu a Steichen para projetar o logotipo para a revista com uma fonte customizada. Steichen foi o fotógrafo mais frequentemente apresentado na revista.

Em 1904, Steichen começou a fazer experiências com fotografia a cores. Ele foi uma das primeiras pessoas nos Estados Unidos a usar o processo Lumière Autochrome. Em 1905, Stieglitz e Steichen criou a Little Galleries of the Photo-Secession, que se tornou conhecida como 291. Apresentou entre as primeiras exposições americanos de Henri Matisse, Auguste Rodin, Paul Cézanne, Pablo Picasso, e Constantin Brâncuşi.

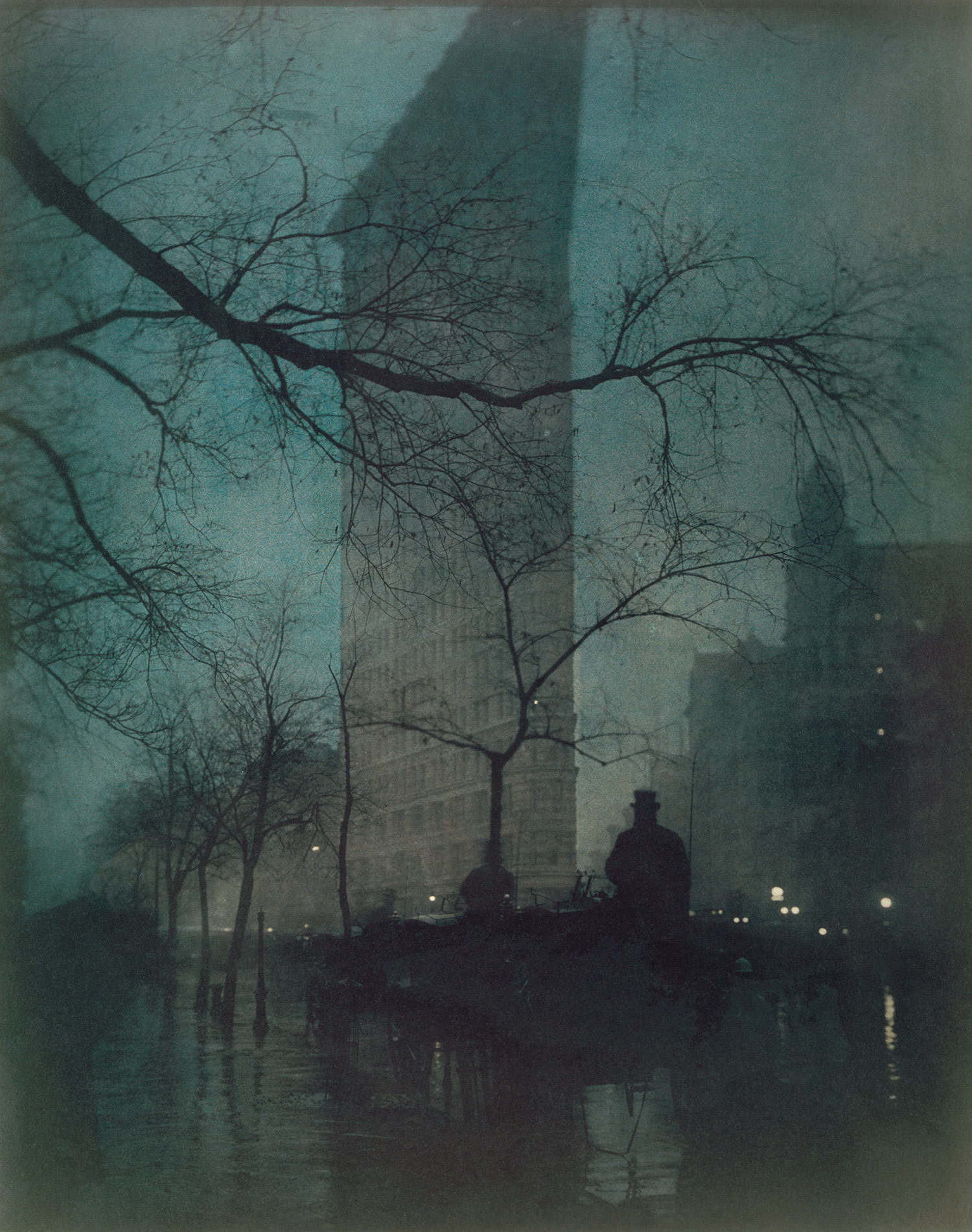
“The Flatiron”, 1904

Em 1911, Steichen foi "desafiado" por Lucien Vogel, editor do Jardin des Modes e La Gazette du Bon Ton para promover a moda como uma arte pelo uso da fotografia. Steichen tirou fotos de vestidos desenhados pelo costureiro Paul Poiret que foram publicados na edição de abril de 1911 da revista Art et Décoration. De acordo com Jesse Alexander, essa é "... agora considerada a primeira sessão de fotos moderna. Ou seja, fotografar as peças de vestuário de modo a transmitir uma sensação de sua qualidade física, bem como o seu aspecto formal, em oposição à simplesmente ilustrar o objeto".
Ao servir no Exército dos EUA na Primeira Guerra Mundial (e na Marinha dos EUA na Segunda Guerra Mundial), Steichen comandou unidades importantes que contribuíram para a fotografia militar. Após a Primeira Guerra Mundial, durante a qual ele comandou a divisão fotográfica das Forças Expedicionárias Americanas, ele voltou a fotografia reta, movendo-se gradualmente em fotografia de moda.

## The Flatiron
Em 8 de novembro de 2022, uma impressão da fotografia “The Flatiron”, de Edward Steichen, foi leiloada por US$ 11,8 milhões, tornando-se a segunda mais cara já vendida na história. A fotografia foi tirada em 1904, apenas dois anos após a conclusão do Flatiron Building, um dos primeiros arranha-céus construídos em Nova York. Steichen fez três impressões, cada uma delas apresentando uma tonalidade diferente. Duas das copias fazem parte da coleção do Metropolitan Museum.

## Galeria

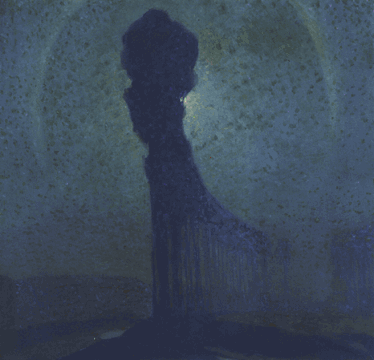
Paisagem com Avenida das Árvores, uma pintura de Steichen, 1902
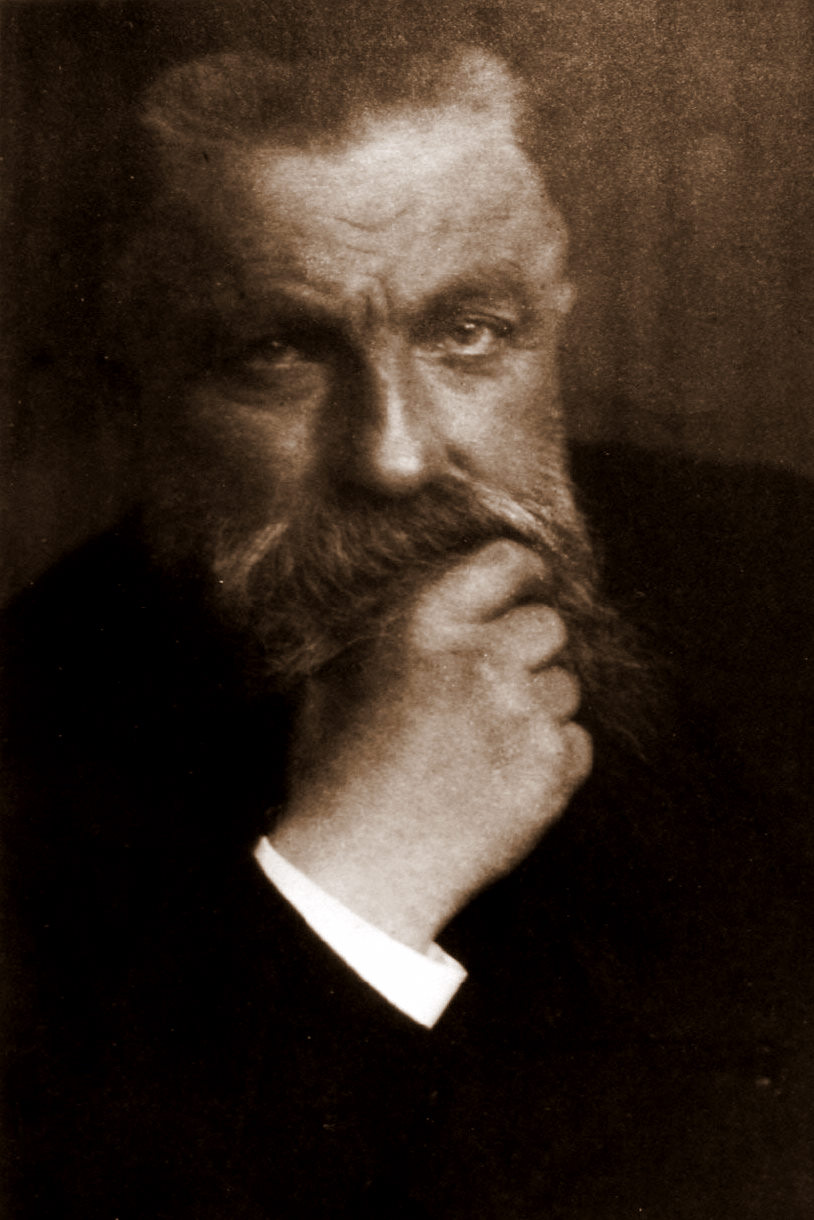
Retrato de Auguste Rodin por Steichen, 1902
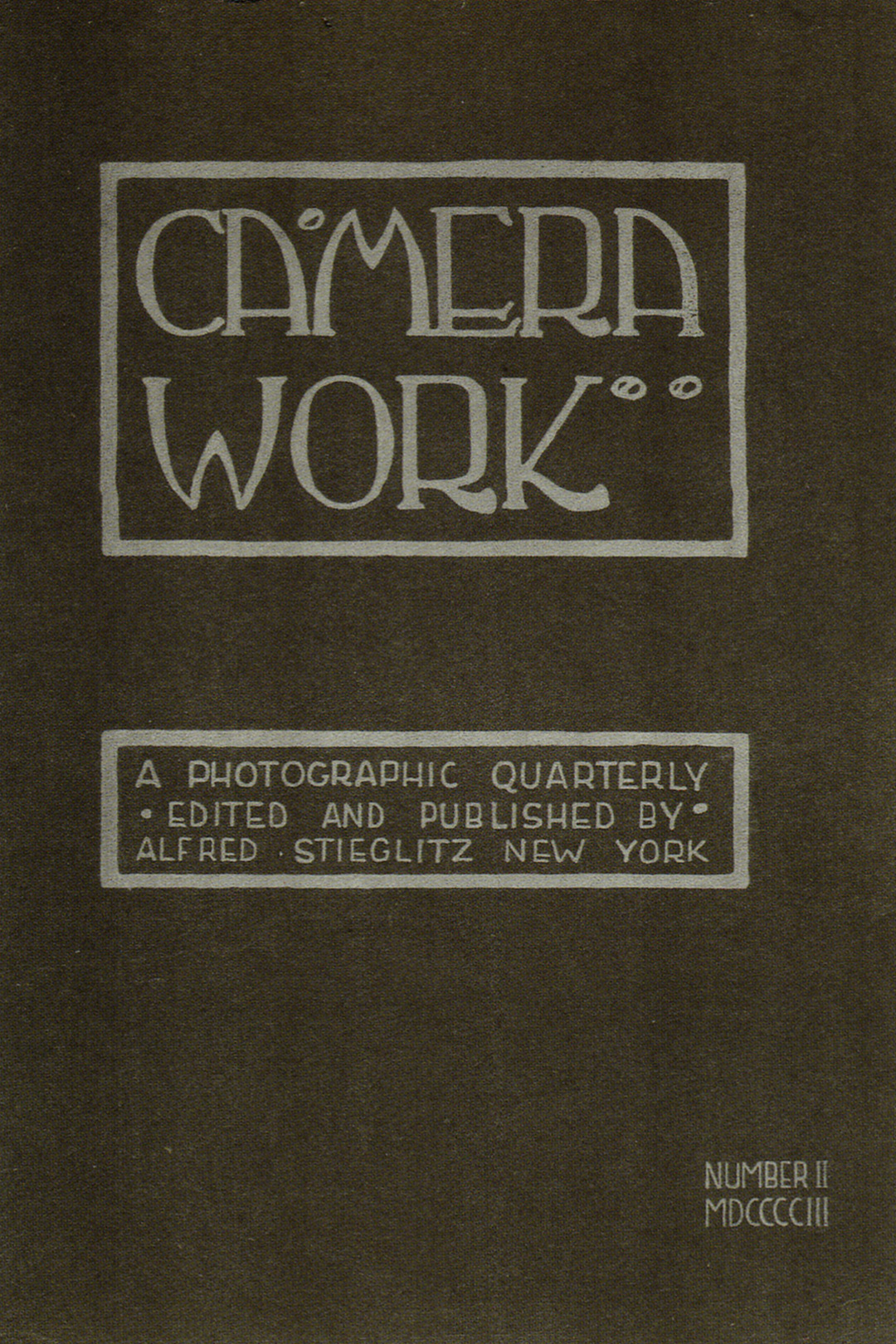
A capa de Camera Work, mostrando o design e a fonte personalizada de Steichen. Além disso, nesta edição específica, Edição 2, todo o volume foi dedicado às fotografias de Steichen.
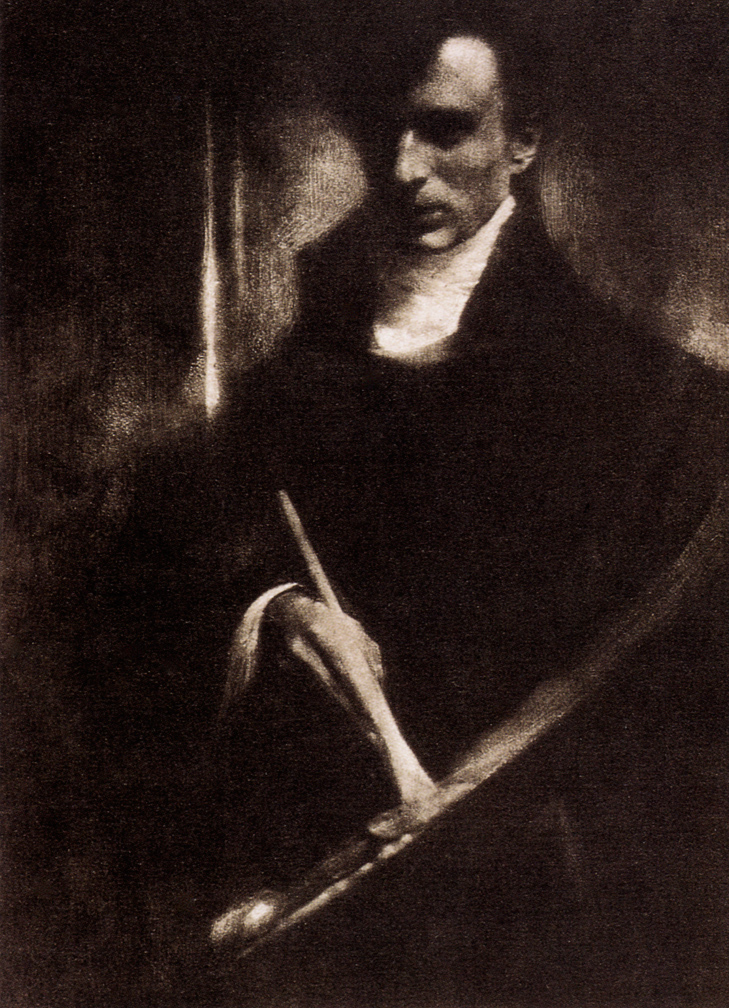
Auto-retrato, de Edward Steichen. Publicado em Camera Work No 2, 1903
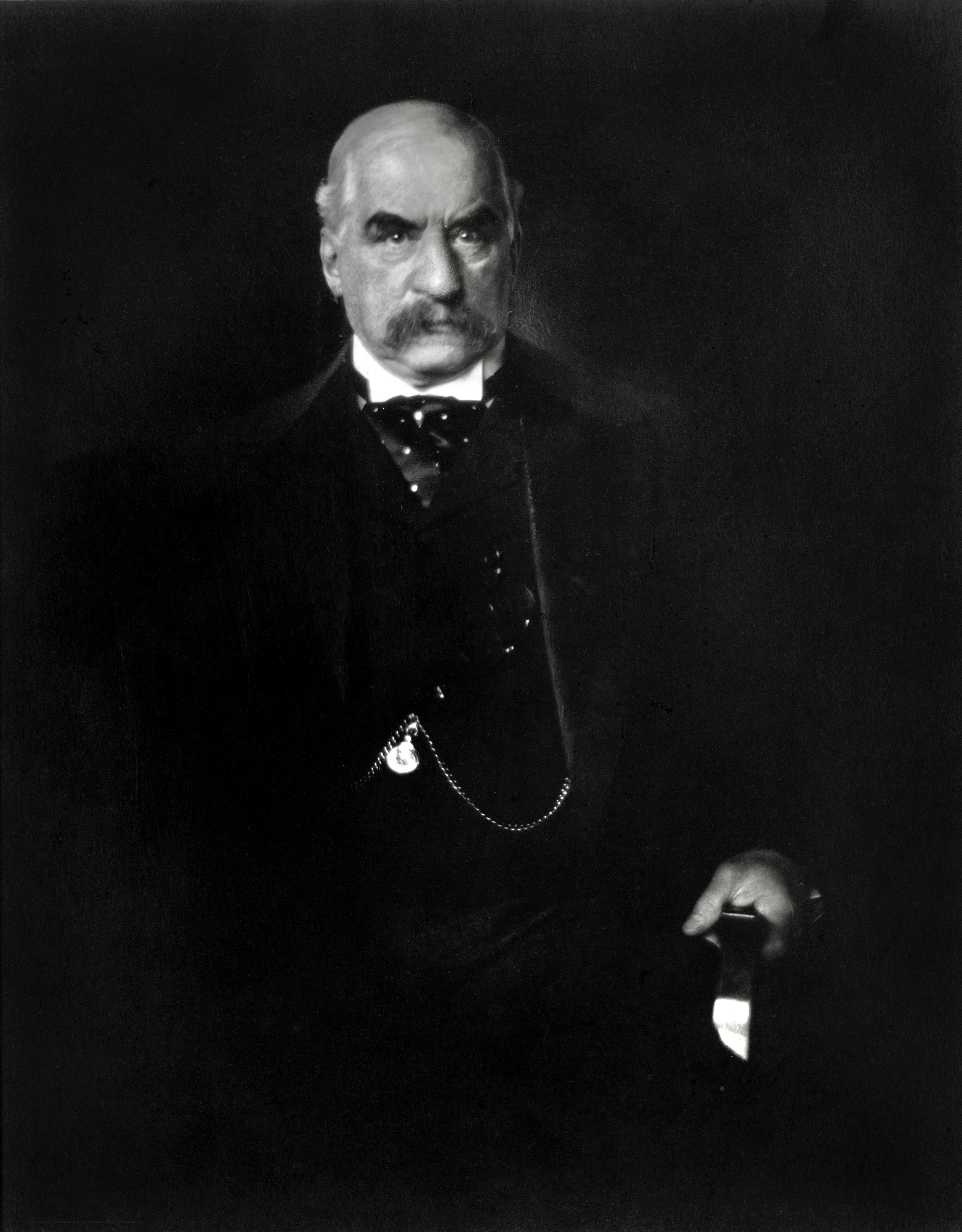
Retrato de J.P. Morgan, tirado em 1903
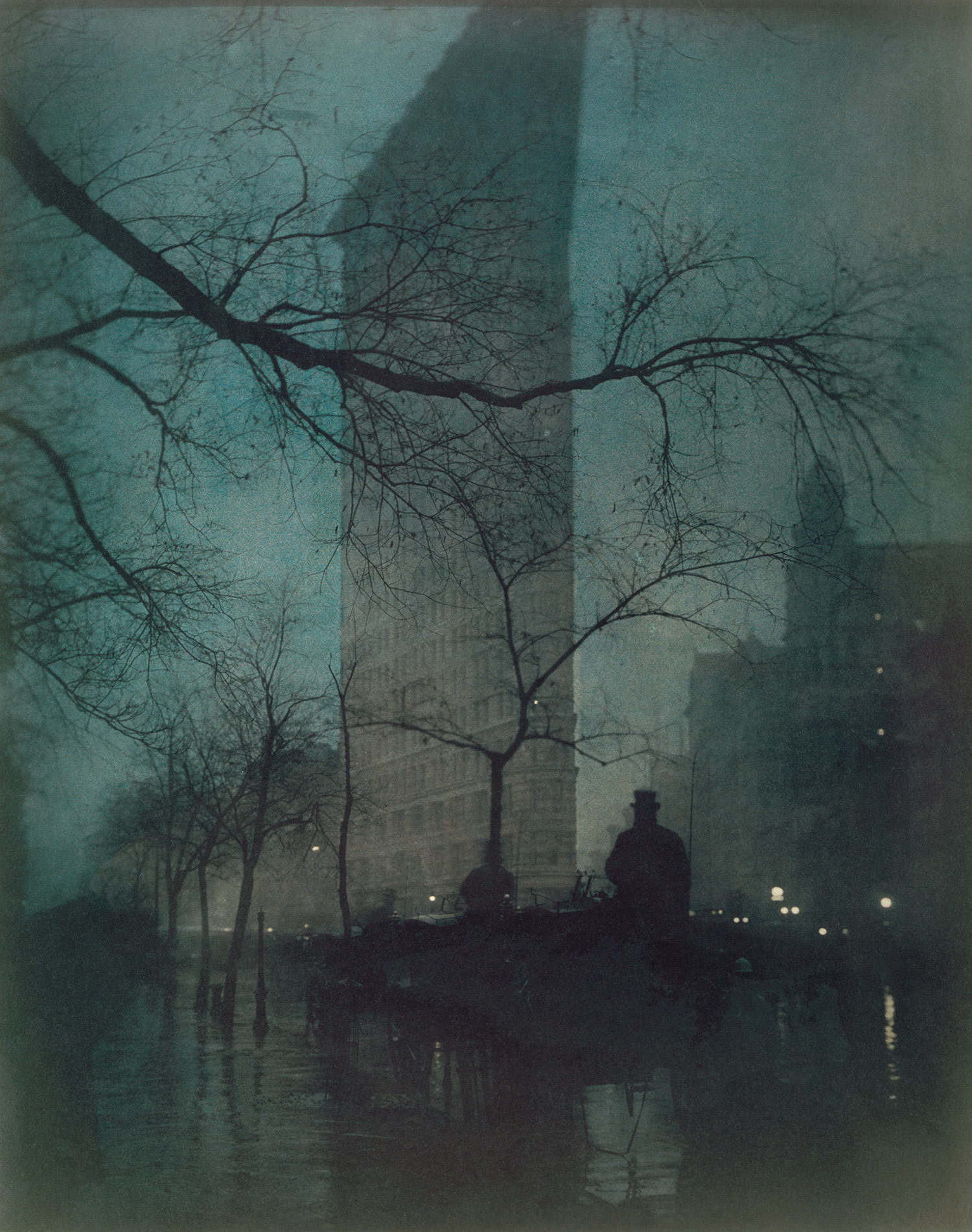
O Flatiron em uma fotografia de 1904, tirada por Steichen
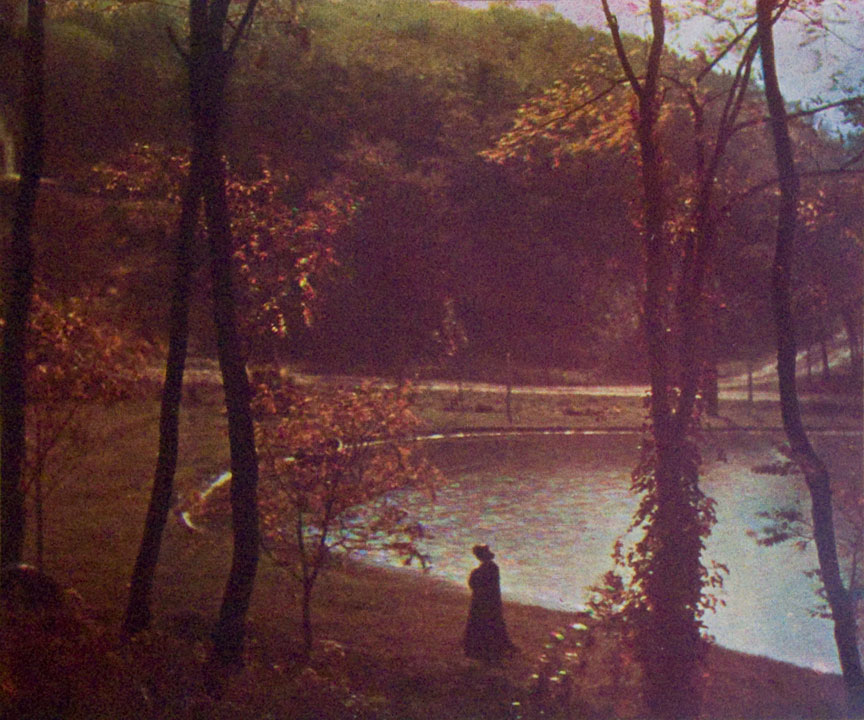
Experiment in Three-Color Photography, de Steichen, publicado em Camera Work No 15, 1906
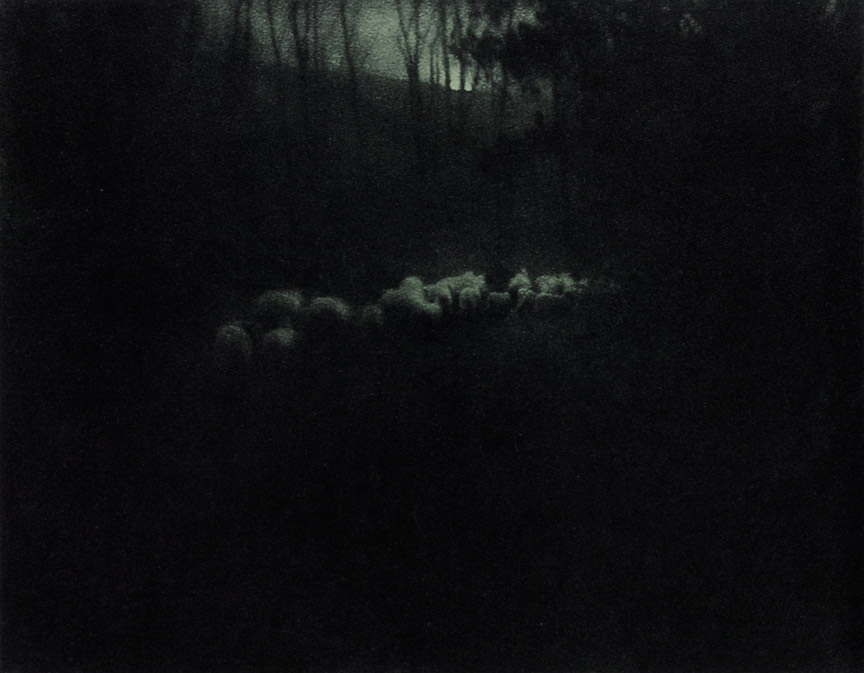
Pastoral – Moonlight, de Steichen, publicado na Obra de Câmara nº 20, 1907
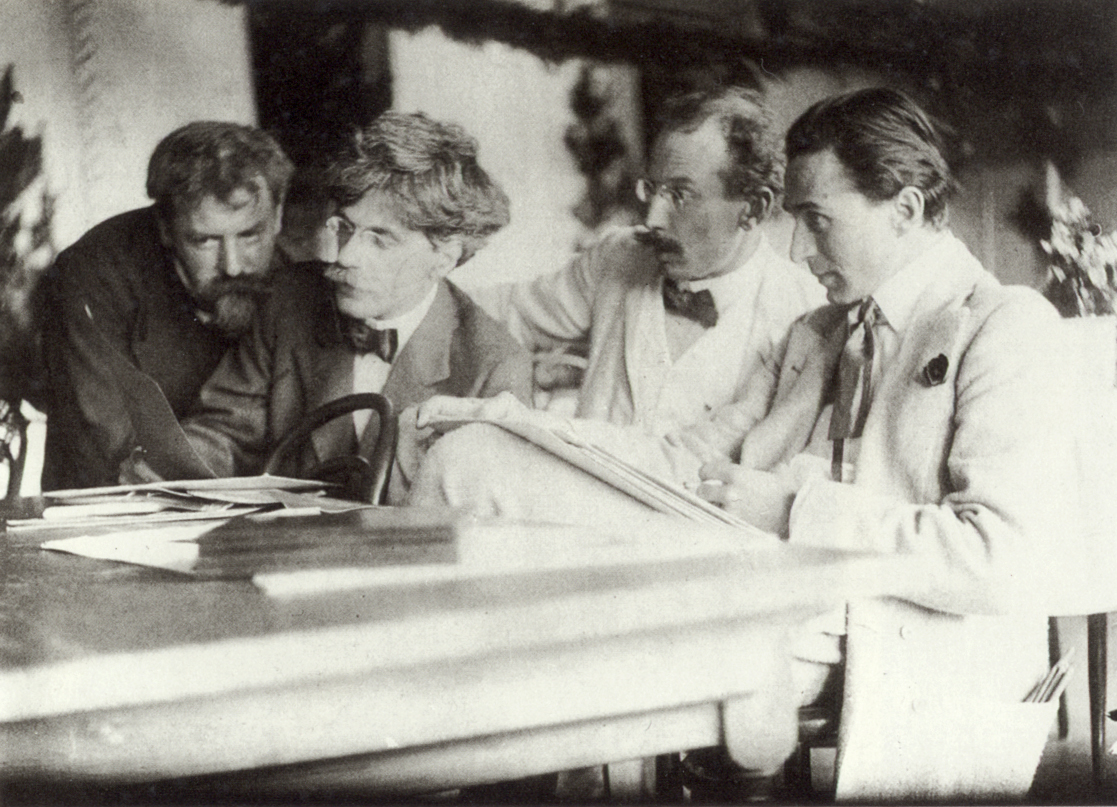
Eugene, Stieglitz, Kühn e Steichen Admirando a Obra de Eugene , de Frank Eugene de 1907. Da esquerda para a direita estão Eugene, Alfred Stieglitz, Heinrich Kühn e Steichen.
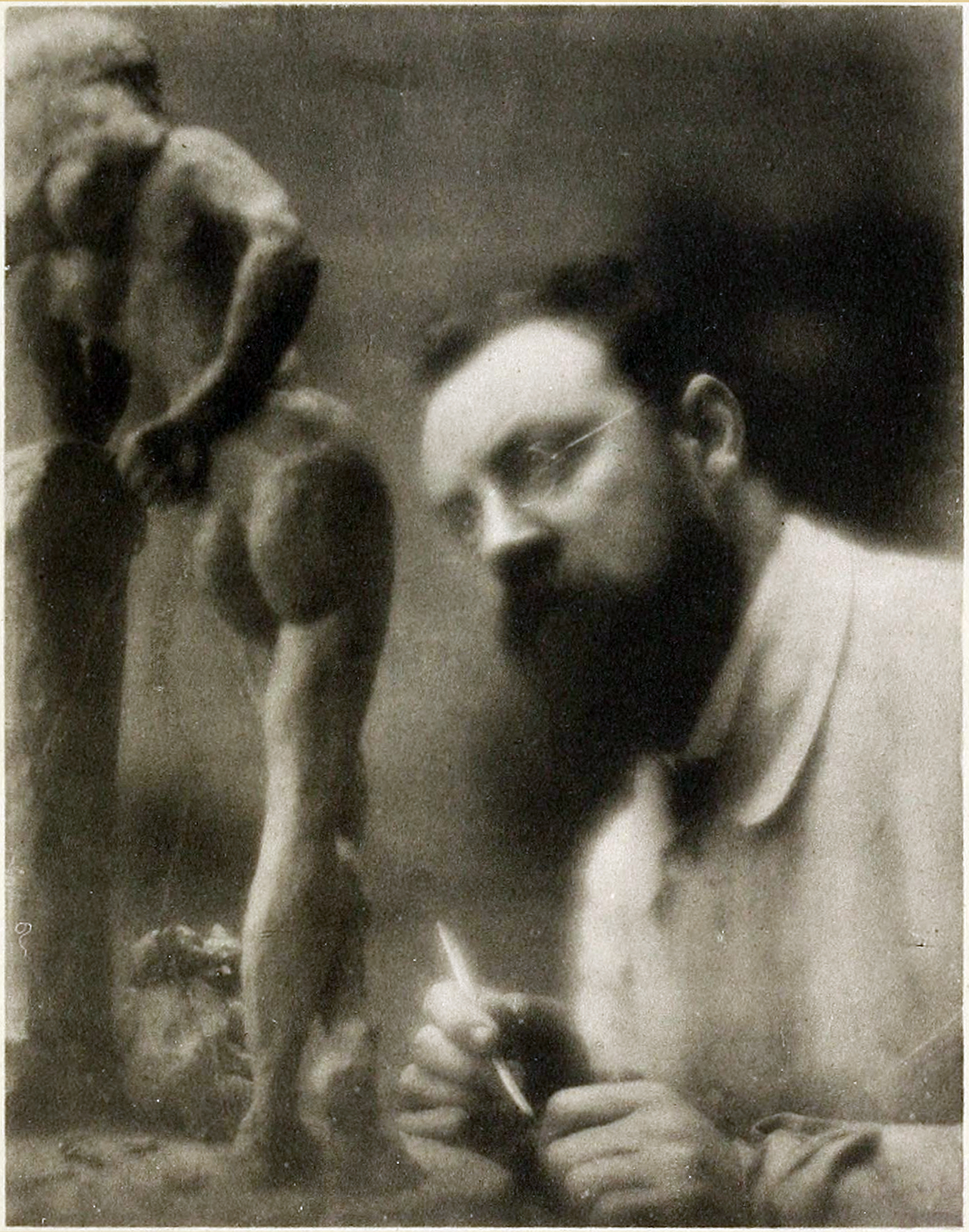
Henri Matisse e La Serpentine, outono de 1909, Issy-les-Moulineaux, fotografia de Edward Steichen
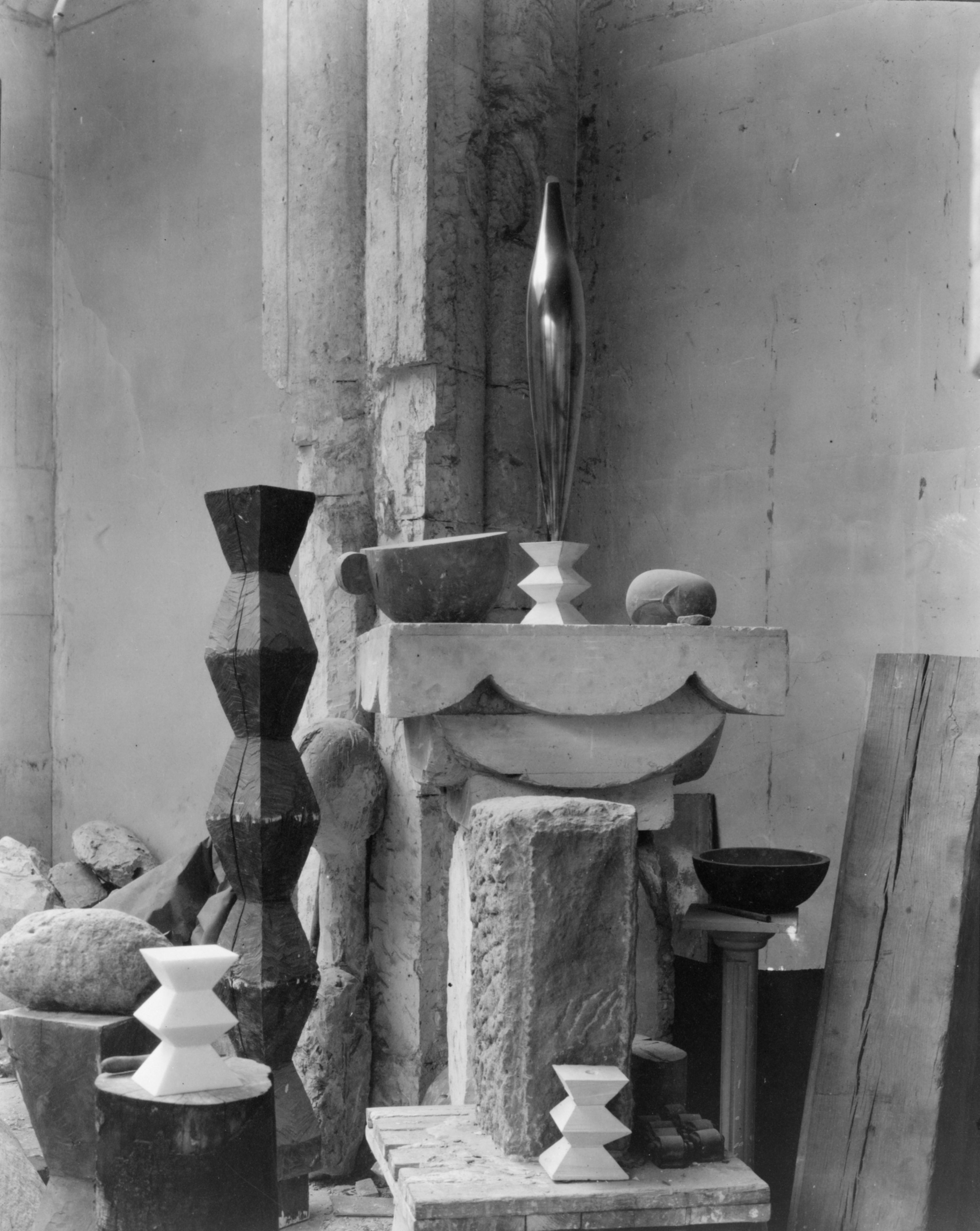
Foto de Steichen do estúdio de Brâncuși, 1920
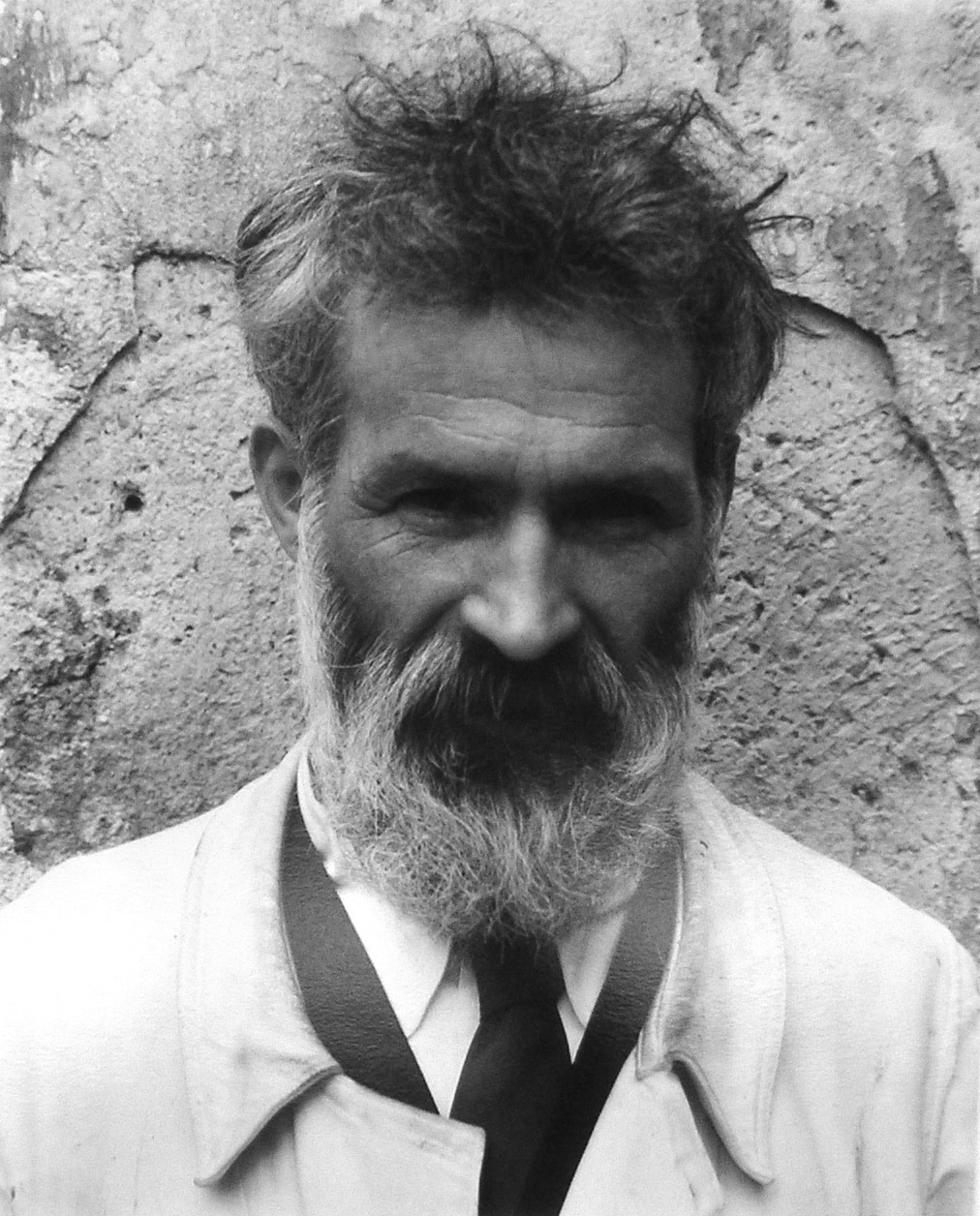
Retrato de Constantin Brâncuși, tirado na casa e estúdio de Steichen em Voulangis, em 1922
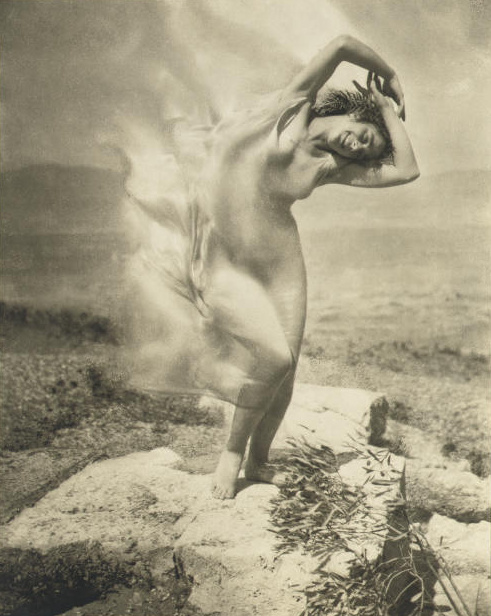
Vento Fogo. Thérèse Duncan, filha adotiva de Isadora Duncan , dançando na Acrópole de Atenas, 1921, por Steichen
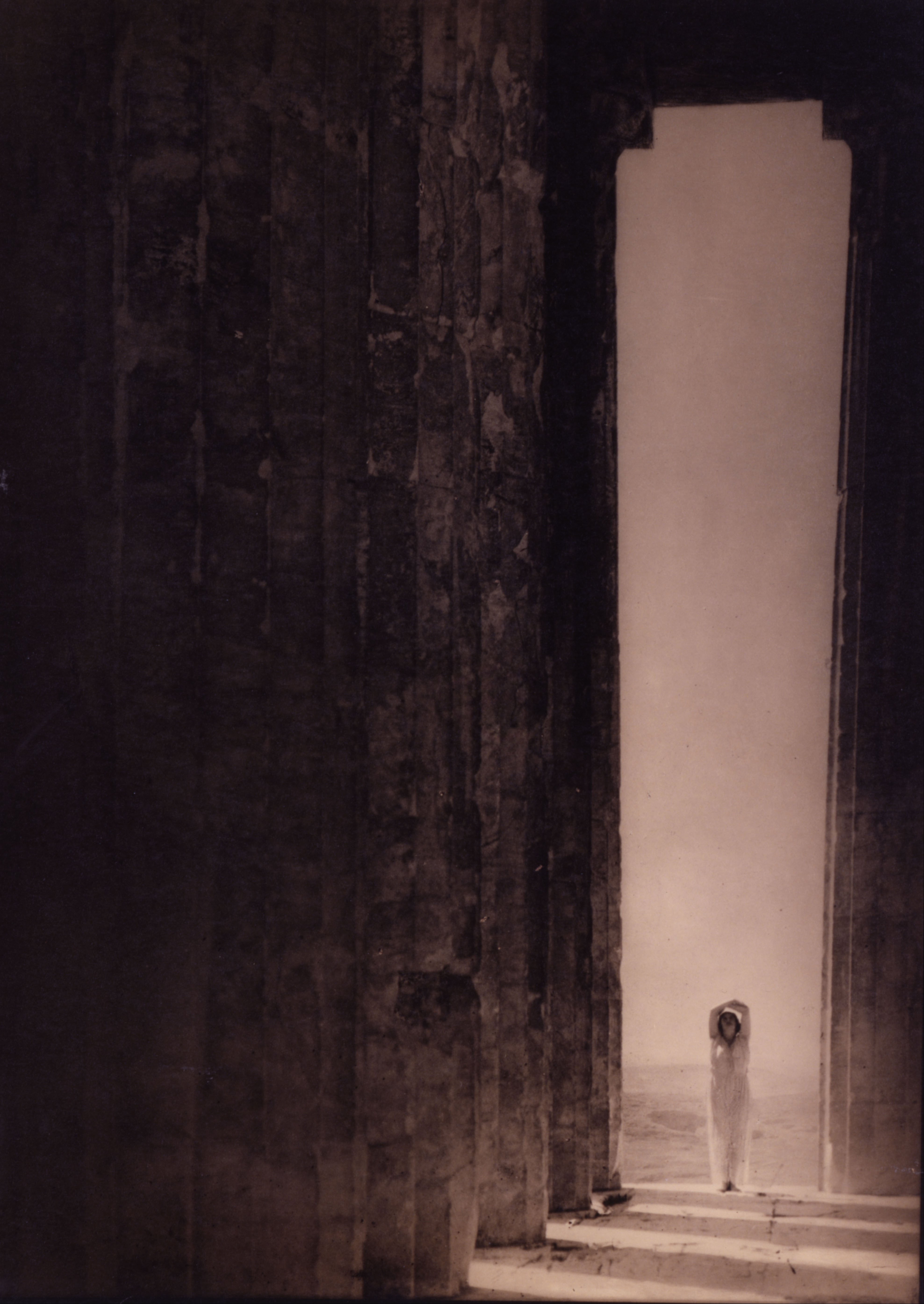
Isadora Duncan no Parthenon, Atenas, 1921
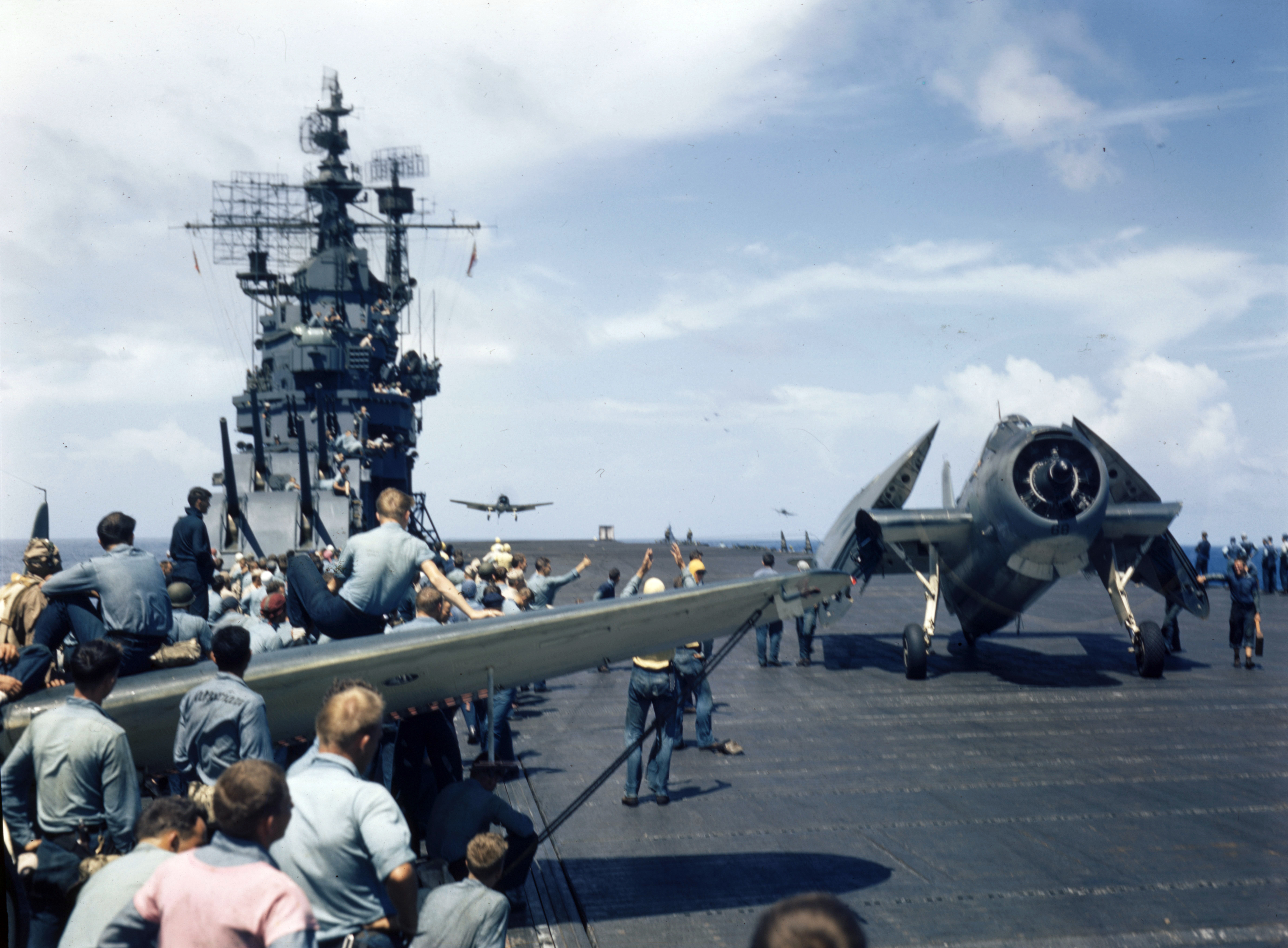
"Aeronaves do Carrier Air Group 16 retornam ao USS Lexington (CV-16) durante a operação Gilberts, novembro de 1943." Fotografado pelo Comandante Edward Steichen, USNR.